# Най-прекрасният човек на света
Най-прекрасният човек на света (на английски: The Most Amazing Man Who Ever Lived) е роман на британския писател Робърт Ранкин. Книгата е издадена през 1995 г. и е последната част от трилогията „Корнилиъс Мърфи“, продължение на романите „The Book of Ultimate Truths“ и „Raiders of the Lost Car Park“.
 Внимание:  Текстът по-долу разкрива сюжета на произведението (или части от него)!
Централна позиция в историята на романа заема 14-годишното момче Норман, което умира докато се опитва да призове демон, който да му даде криле. Всъщност Норман е убит от баща си, който пада върху него, докато се опитва да лети с помощта на изкуствени криле. След като умира, вместо да попадне в рая или ада, Норман е нает от Компанията за универсални прераждания. Компанията е създадена, след като Бог затворил ада, тъй като никой човек не може да спази десетата божия заповед.
По време на престоя си в Компанията за универсални прераждания Норман научава, че някой е успял да научи как след смъртта да се връща към живота. Така умрелите могат да бъдат прераждани, отново на тяхната истинска рождена дата, като запазват всички натрупани знания. Така човек може да стане най-прекрасният човек на света или може би самия дявол.